# Carex zekogensis
Carex zekogensis är en halvgräsart som beskrevs av Y.C.Yang. Carex zekogensis ingår i släktet starrar, och familjen halvgräs.
Artens utbredningsområde är Qinghai (Kina). Inga underarter finns listade i Catalogue of Life.